# Panguso
Panguso (chinois simplifié : 盘古搜索 ; pinyin : Pángǔ sōusuǒ, littéralement recherche Pángǔ) était un moteur de recherche chinois lancé le mardi 22 février 2011, par China Telecom (中国电信) et l'agence de presse d'État Chine nouvelle (新华). Son nom vient du Dieu taoïste Pángǔ (盘古).

## Histoire
Il est créé dans un contexte où la Chine, premier pays mondial en nombre d'Internautes (450 millions), utilise majoritairement un moteur de recherche déjà bien implanté, Bǎidù (百度), avec 73 % de parts de marché, Google y venant en second avec 24 % de parts de marché. Une des requêtes les plus populaires sur Google en Chine est « 百度 » (Baidu en chinois), suivi de peu par Baidu en caractères latins et précédé par QQ, première messagerie instantanée en Chine, ou la requête « 游戏 » (jeux), et quelques autres mots non pertinents (我, moi, etc.).
En 2014 Panguso fusionne avec Jike et devient ChinaSo.